# Македония (Греция)
Македони́я (греч. Μακεδονία МФА: [maceðoˈni.a]о файле), за границами Греции часто используется термин Гре́ческая Македо́ния (термины Эге́йская Македо́ния или Беломо́рская Македо́ния используют в основном северные соседи Греции)  — бо́льшая часть историко-географической области Македонии, освобождённая греческой армией в ходе Балканских войн 1912—1913 годов и закреплённая по Бухарестскому договору в составе Греции, составляет около 26 % территории современного греческого государства.
В Греции именуется просто Македония, это второй по численности населения и наибольший по площади регион Греции.
Македония занимает 52,4 % площади географической Македонии 1912 года и насчитывает около 52,9 % её населения.

## География
Македония — историческая географическая область в Северной Греции, занимающая бо́льшую её часть. Простирается от Пинда на западе, где граничит с Эпиром, до реки Нестос (Места) на востоке, где граничит с Фракией. Две трети южной границы проходят по побережью Эгейского моря, треть — по горам Камвуния и Олимп, где область граничит с Фессалией. На севере простирается до государственной границы с Албанией, Северной Македонией и Болгарией.
Это самая обширная (25,9 % территории страны) и самая густонаселённая после Аттики географическая область. Площадь 34 177,564 квадратных километров. Население 2 402 532 человек по переписи 2011 года.
По состоянию на 1999 год из жителей, составляющих славяноязычное меньшинство греческой провинции Македония, от 10 до 30 тысяч называли себя не греками, а македонцами.
Македония выгодно отличается от островной части Греции богатством ландшафтов, разнообразием природных условий, большим количеством видов флоры и фауны, изобилием святых мест, памятников археологии и древностей.

## Административное деление
По программе «Калликратис» административно делится на три периферии, одна из которых включает также Фракию, 14 периферийных единиц и одну особую административную единицу Айон-Орос (Афон).
Периферия Западная Македония включает в себя следующие периферийные единицы: Гревена, Кастория, Козани и Флорина, административный центр — Козани. Периферия Центральная Македония включает в себя следующие периферийные единицы: Иматия, Килкис, Пела, Пиерия, Салоники, Сере и Халкидики, административный центр — Салоники. Периферия Восточная Македония и Фракия включает в себя следующие периферийные единицы, относящиеся к Македонии: Драма, Кавала и Тасос.
| Македония | Поз.                                              | Периферия (периферийная единица) | Административный центр | Площадь, км² | Население, чел. (2011) |
| --------- | ------------------------------------------------- | -------------------------------- | ---------------------- | ------------ | ---------------------- |
|           |                                                   |                                  |                        |              |                        |
|           | Западная Македония                                | Козани                           | 9451,406               | 283 689      |                        |
| 1         | Кастория                                          | Кастория                         | 1720,133               | 50 322       |                        |
| 2         | Флорина                                           | Флорина                          | 1924,564               | 51 414       |                        |
| 3         | Козани                                            | Козани                           | 3515,853               | 150 196      |                        |
| 4         | Гревена                                           | Гревена                          | 2290,856               | 31 757       |                        |
|           | Центральная Македония                             | Салоники                         | 18 810,523             | 1 880 058    |                        |
| 5         | Пела                                              | Эдеса                            | 2505,774               | 139 680      |                        |
| 6         | Иматия                                            | Верия                            | 1700,810               | 140 611      |                        |
| 7         | Пиерия                                            | Катерини                         | 1516,702               | 126 698      |                        |
| 8         | Килкис                                            | Килкис                           | 2518,880               | 80 419       |                        |
| 9         | Салоники                                          | Салоники                         | 3682,736               | 1 110 312    |                        |
| 10        | Халкидики                                         | Полийирос                        | 2917,877               | 105 908      |                        |
| 11        | Сере                                              | Сере                             | 3967,744               | 176 430      |                        |
|           | Восточная Македония и Фракия (часть)              |                                  | 5579,998               | 236 974      |                        |
| 12        | Драма                                             | Драма                            | 3468,293               | 98 287       |                        |
| 13        | Кавала                                            | Кавала                           | 1731,608               | 124 917      |                        |
|           | Тасос                                             | Тасос                            | 380,097                | 13 770       |                        |
|           | Айон-Орос (Афон, особая административная единица) | Карье                            | 335,637                | 1811         |                        |
|           | Македония                                         |                                  | 34 177,564             | 2 402 532    |                        |

## Геология
Геологически Македония не имеет единого строения. Западная Македония включает в себя Пелагонийско-Кикладскую (Pelagonian zone) и Вардарскую (Vardar zone) зоны. В них широко распространены шельфовые карбонатные отложения, флиш и серпентинитовый меланж. В Вардарской зоны выявлены позднетриасово-юрские офиолиты — реликт коры глубоководного залива океана Тетис. Породы Пелагонийско-Кикладской зоны составляют основу гор Западной Македонии: Баба (Варнус), Вернон, Аскион, Ворас, Пайкон, Вермион, Пиерия и Олимп. Вардарская зона простирается от гор Вермион, включает всю долину реки Аксьос (Вардар) и заканчивается побережьем залива Термаикос. За Вардарской зоной идут Сербско-Македонский (Serbo-Macedonian Massif) и Родопский (Rhodope massif) массивы. Родопский массив сложен протерозойскими метаморфическими породами, гранитами и триасово-нижнеюрскими отложениями. В позднем эоцене — олигоцене возникла система грабенов, заполненных молассой и кислыми вулканитами. Сербско-Македонский массив образован верхнедокембрийскими породами. Родопский массив включает горы Беласица, Славянка, Меникион, Пангеон. Сербско-Македонский массив включает горы в восточной части полуострова Халкидики.

## Геоморфология
Геоморфология Македонии — сложная. Высокие горы, глубокие долины и крупные протекающие реки образуют три отдельные естественные зоны: Западная Македония между Пиндом и Аксьосом, Центральная Македония между Аксьосом и Стримоном (Струмой), расширяющаяся в сторону полуострова Халкидики на юг, Восточная Македония между Стримоном и Нестосом.
Рельеф Западной Македонии сильно выражен: западная граница с Албанией и Эпиром простирается с севера на юго-восток, включает горную систему Пинд с пиками Грамос (2522 м), Змоликас (2637 м), Василица (2249 м), горный массив Баба (2601 м) на границе с Республикой Северная Македония, на территории которой находится основная часть горного массива. Восточнее находятся Вици (2128 м) и Аскион (2111 м), ещё восточнее — Вермион (2052 м). Продолжением Вермиона является Ворас с пиком Каймакчалан (2524 м), который определяет часть границы с Республикой Македонией, продолжением Вораса является Пайкон (1650 м). Границей западной Македонии на юге являются с запада на восток: Хасия (1554 м), Андихасия (1424 м), Камвуния (1615 м), Пиерия (2190 м) и массив Олимп (2917 м), которые отделяют Македонию от Фессалии. 
Среди этих гор находятся холмистые или плоские участки, такие как область Флорины, Птолемаиса и Козани между Вици и Аскион на западе, Камвунией и Пиерией на юге и Вермионом, Ворасом и равниной Алмопией на западе. Полуравнинная обширная область, которая продолжается Салоникской равниной и покрыта в основном посадками деревьев, простирается от Вермиона между городами Эдеса, Науса и Верия.
Низменность Катерини и Литохорона простирается от Пиерии на северо-западе и Олимпа на юго-западе до побережья залива Термаикос и также продолжается Салоникской равниной. Центральная Македония включает Салоникскую равнину, вторую по величине в стране и вторую по экономическому значению после Фессалийской равнины. Эта равнина недавно сформировалась в тектоническом прогибе, заполненном преимущественно аллювиальными и морскими отложениями. Огромное количество аллювия, переносимое реками (главным образом, реками Аксьос (Вардар) и Альякмон), вследствие длительного накопления (аккумуляции) в мелком заливе Термаикос образовали обширную аллювиальную равнину к западу от Салоник. К 500 году н. э. в ходе роста равнины образовалось озеро Яницы, осушенное в 1928—1932 годах.
Горы Центральной Македонии ниже. На севере Центральной Македонии, на границе с Болгарией с запада на восток простираются горы Беласица (2029 м). Они продолжаются на юг низкими горами Дисорон (Мавровуни, 860 м) в направлении с северо-запада на юго-восток, а затем горами Мавровуни (1178 м) в направлении с северо-востока на юго-запад. Южнее находятся горы Хортиатис (1201 м), которые возвышаются над Салониками и простираются в направлении с северо-запада на юго-восток и заходят на полуостров Халкидики. К юго-западу от Хортиатис с юго-запада на северо-восток простирается другая гора Халкидики — Холомондас (1164 м), а на оконечности полуострова Айон-Орос возвышается гора Афон (2030 м). В юго-восточной части Центральной Македонии у залива Орфанос (Стримоникос) находятся горы Кердилион (1092 м), от которых простирается равнина с озером Волви. Другая небольшая полуравнинная область простирается в западной части Халкидики.
Рельеф Восточной Македонии сильно выражен: на севере возвышаются горы Славянка, большая часть которых находится в Болгарии, и Врондус (1849 м), в центре с северо-востока на юго-запад простираются горы Меникион (1963 м), северо-восточнее — горы Фалакрон (2232 м), которые возвышаются над Драмой, восточнее — горы Лекани (1298 м), а на юге находится гора Пангеон (1955 м), продолжением которой можно считать низкий горный хребет Симбол, который достигает залива Кавала.
К востоку от гор Кердилион находится Серская равнина и маленькая равнина Драмы и древнего города Филиппы, которая простирается на юг до горного хребта Симбол. К северо-западу от долины Драмы и гор Фалакрон простирается горное плато Неврокопион, а равнина города Хрисуполис простирается к востоку от Кавалы и сформирована отложениями Нестоса вблизи его устья.

## Уроженцы
- Аристотель, древнегреческий философ и учёный, учитель Александра Великого.
- Филипп II Македонский, базилевс Македонии.
- Александр Македонский, базилевс Македонии.
- Константин-Кирилл Философ и Мефодий, создатели первой старославянской азбуки и церковнославянского языка.
- Василий Македонянин (830—886), византийский император армянского происхождения. Основатель Македонской (Армянской) династии.
- Димитрий Кидонис (1324—1398) — греческий гуманист и латинист.
- Филофей Коккин — греческий богослов и философ, дважды был Константинопольским патриархом (1353—1354 гг. и 1364—1376 гг.).
- Исидор Киевский (Исидор Грек) — митрополит Киевский и всея Руси (1437—1442), подписавший Флорентийскую унию. С 1439 года и до смерти — кардинал Римской Церкви.
- Коттуниос, Иоаннис (греч. Ἰωάννης Κωττούνιος) (1577—1658) — выдающийся греческий учёный, философ и гуманист эпохи Возрождения.
- Мейданис, Панос — легендарный греческий клефт 17-го века.
- Папазолис, Георгиос (1725—1775) — офицер русской армии, руководитель греческого восстания 1770 г.
- Паппас, Эммануил, герой греческой революции 1821 г., руководитель восстания на п-ве Халкидики.
- Касомулис, Николаос (1795—1872) — писатель-историк и участник греческой революции 1821 г..
- Анастасиос Каратасос (1766—1830) — герой греческой революции 1821 г., руководитель восстания и обороны города Науса в 1822 г..
- Гацос, Ангелис (1771—1839) — герой греческой революции 1821 г., руководитель восстания и обороны города Науса в 1822 г..
- Лассанис, Георгиос (1793—1870) — греческий революционер и театральный писатель, в 1818—1820 жил в Одессе, где и стал одним из руководителей Филики Этерия
- Гоце Делчев, болгарский революционер.
- Хадзис, Василиос (1870—1915) — художник-маринист, представитель Мюнхенской школы греческой живописи.
- Деметриус Викелас (1835—1908) — первый президент Международного Олимпийского Комитета МОК.
- Димитр Благоев, болгарский политик.
- Мустафа Кемаль Ататюрк (1881—1938) — премьер-министр (1920—1921) и президент Турции (1923—1938).
- Константинос Караманлис (1907—1998) — премьер-министр (1955—1963 с перерывами, а также 1974—1980) и президент Греции (1980—1985 и 1990—1995).
- Димитрис Вицорис (1902—1945) — греческий художник-экспрессионист.
- Антон Югов (1904—1991) — политик, премьер-министр Болгарии в 1956—1962 гг..
- Сардзетакис, Христос, президент Греции.
- Георгиос Зорбас (1867—1942) — прототип всемирно известного Грека Зорбы (роман Н. Казандзакиса и фильм М. Какояниса по этому роману).